# SD18型柴油机车
SD18型柴油机车是美国通用汽车易安迪公司（GM-EMD）在1960年推出的一款柴油机车，属于易安迪公司的“SD”系列六轴干线调车机车。
在1950年代末的美国铁路，当时的干线柴油机车已经出现了提高单机功率的发展趋势，易安迪公司为了保持自己在市场上的竞争力，于1958年推出采用涡轮增压的16-567D3型柴油机（2,400马力）和16-567D2型柴油机（2,000马力），其中前者被装用于六轴的SD24型柴油机车，而后者则装用于四轴的GP20型柴油机车，功率比以往采用机械增压的GP9、SD9型柴油机车大幅提高。随后，易安迪公司为了给予供铁路公司更多的选择，又推出采用机械增压的SD18、GP18型柴油机车。实际上，SD18型柴油机车就是SD24型柴油机车的机械增压版，而GP18型柴油机车则是GP20型柴油机车的机械增压版。
SD18型柴油机车是干线货运用的六轴柴油机车，采用单司机室、底架承载结构、双侧外走廊的罩式车体，车体上部自前向后由电气室、司机室、动力室、冷却室四部分组成，其中电气室一端称为短罩端，动力室和冷却室一端称为长罩端。机车走行部沿用SD24型柴油机车的“Flexicoil”转向架，二系悬挂采用扰度较大的螺旋圆弹簧，以改善机车的运行品质和线路适应性。动力装置为一台16气缸、二冲程、机械增压的16-567D1型柴油机，装车功率为1,800马力。传动系统采用直—直流电传动，柴油机直接驱动一台D22型直流发电机，发出的直流电供给六台D47型直流牵引电动机。牵引电动机采用轴悬式驱动方式，牵引齿轮传动比为4.13（62：15）。
从1960年4月投产至1963年3月停产为止，美国国内的铁路公司只订购了54台SD18型柴油机车，包括切薩皮克與俄亥俄鐵路、德卢斯、米萨贝和铁矿区铁路、贝塞麦和伊利湖铁路、芝加哥和伊利诺伊米德兰铁路、储备矿业公司等。SD18型柴油机车在美国的销量强差人意，出口数量却反而比国内销量更多。巴西联邦铁路（RFFSA）于1961年订购了45台SD18型柴油机车，巴西铁路于1990年代进行私有化改革后，这批机车被MRS物流公司接手并继续运用。韩国铁道于1963年引进15台SD18型柴油机车，在当地被定型为韩国铁道6000型柴油机车，全数车辆已于1998年报废拆解。